# Anfilófio de Carvalho
Anfilófio Botelho Freire de Carvalho, mais conhecido como Anfilófio de Carvalho (Salvador, 16 de julho de 1850 — Rio de Janeiro, 15 de novembro de 1903) foi um magistrado, abolicionista e político brasileiro que presidiu a província de Alagoas, de 7 de outubro de 1885 a 26 de março de 1886 e também foi ministro do Supremo Tribunal Federal.

## Primeiros anos e carreira na magistratura
Era filho de Panfílio Manuel Freire de Carvalho, comerciante, e de Josefa Botelho Freire de Carvalho. Fez os primeiros estudos em Salvador, no Colégio 2 de Julho, de propriedade de seu tio Joaquim Antônio de Oliveira Botelho, que também era professor na Faculdade de Medicina.
Mais tarde, transferiu-se para o Colégio Sebrão e, contando somente dezesseis anos de idade, ingressou na Faculdade de Direito do Recife (1866),  onde manifestou os ideais abolicionistas como vários de seus colegas e se formou em três anos.
Em 1869 foi nomeado Inspetor Geral de Aulas, durante o governo de Francisco Gonçalves Martins, barão de São Lourenço, sendo co-responsável pela edição de uma revista de Instrução, em 1870.
Era casado com Jovina D’Utra Freire de Carvalho e oficial da Imperial Ordem da Rosa por decreto de 10 de novembro de 1877.
Deu início à sua carreira jurídica no ministério público, nomeado Promotor na comarca de Santo Amaro. Ingressou na magistratura em 1871, como juiz municipal e de órfãos de Feira de Santana. Quatro anos depois  tornou-se juiz de direito de Xique-Xique, servindo ainda em Monte Santo, na Bahia, e depois em Areias (São Paulo), São João da Barra (Rio de Janeiro), e finalmente na sua cidade natal, onde ocupou a 2ª Vara Cível da capital baiana de 17 de abril de 1886 a 5 de maio do ano seguinte. Transferiu-se, a pedido, para a Vara Comercial, em 1887.

### Juiz dos escravos
Durante sua magistratura na Capital da Bahia, Anfilófio de Carvalho torna-se um aliado tácito das campanhas abolicionistas empreendidas por Francisco Carigé; este, percorrendo as senzalas e identificando escravos em situação de ilegalidade, tomava por base a lei de 7 de novembro de 1831 (Lei Feijó), que vedava o tráfico vindo de fora do Império e promovia a libertação de cativos.
Segundo Luís Anselmo da Fonseca, sua nomeação “marcou uma era nova para a história da lei de 7 de novembro na província da Bahia", pois "chegou perto de 200 o número dos africanos ressuscitados para a liberdade pelo Dr. Anfilófio Botelho, no espaço de 9 meses".
Dentre suas providências estava a publicação de uma sentença, com o claro objetivo de estimular outros escravos em situação análoga a procurarem advogados abolicionistas que fizessem valer seu direito à liberdade.

## Carreira política
Foi deputado provincial pelo Partido Conservador, entre 1873-1877, ano em que ocupa a função de Chefe de Polícia. Nomeado presidente provincial de Alagoas em setembro de 1885, ocupou o cargo até fevereiro de 1886, quando retorna à capital baiana, onde, na década seguinte, viria a ser professor da Faculdade Livre de Direito da Bahia.
Foi Deputado Federal Constituinte, em 1891, quando manifestou-se pela liberdade religiosa e separação entre estado e a Igreja, apesar de professar a fé católica: "Sou católico, apostólico romano (...) Creio em todos os dogmas definidos pela Santa Sé, creio em todas as verdades reveladas, aceito todos os sacramentos instituídos pela autoridade de Nosso Senhor Jesus Cristo; mas assim como quero que a minha Igreja seja colocada em perfeita igualdade com as demais confissões, assim também não admito que contra ela se estabeleça , em nome da liberdade de consciência, um sistema de exceção, de negação daquela mesma liberdade de consciência [...] quero, em suma, um regime de direito comum e plena liberdade religiosa", uma postura que foi combatida pela entidade religiosa, cujos membros conservadores defendiam a manutenção dos privilégios de fé oficial. Renunciou em razão de sua nomeação para o STF.

## Ministério no Supremo Tribunal, últimos anos
Nomeado Ministro do Supremo Tribunal por decreto de 1 de fevereiro de 1892, assumiu em 1 de março de 1892 e aposentou-se por decreto de 3 de abril de 1895.
Em 1900 integrou a Comissão governamental nomeada para a revisão do Código Civil; faleceu três anos depois, na capital do país de então, sendo sepultado no Cemitério de São João Batista.